# Recensement de la population au Maroc
Le recensement de la population au Maroc, officiellement nommé recensement général de la population et de l'habitat (RGPH), est un recensement ayant lieu tous les dix ans dans le Royaume. Il est établi sous la responsabilité du Haut-Commissariat au plan.
Ses résultats sont articulés autour de six thèmes : démographie, handicap, éducation, langue, activité, habitat.
Les données sont organisées en différents niveaux géographiques :
- le « district de recensement » comprend quelques centaines de personnes. C'est le niveau élémentaire de collecte et de stockage ;

Les données sont publiées au niveau des 1 538 communes du Royaume existant en 2014,.  

## Historique
Dans le Maroc sous protectorat français ou sous protectorat espagnol, des dénombrements furent réalisés, s'étalant irrégulièrement de 1921 à 1951.
En 1960 (sous Mohammed V), peu après l'indépendance du Maroc , a été réalisé le premier recensement démographique proprement dit du pays. Cinq autres ont suivi, espacés de près de dix ans puis de dix ans: en 1971, 1982 et 1994 (sous Hassan II). 
Depuis les années 2000, le recensement démographique national, intitulé « recensement général de la population et de l'habitat » (RGHP), a pris un « rythme de croisière » strictement décennal. Il a été établi en 2004 et 2014. 
Le dernier recensement qu'a connu le pays est celui de 2024.

## Liste des recensements
| Année | Règne       | Population |
| ----- | ----------- | ---------- |
| 1960  | Mohammed V  | 11.626.232 |
| 1971  | Hassan II   | 15.321.210 |
| 1982  | Hassan II   | 20.449.551 |
| 1994  | Hassan II   | 26.073.717 |
| 2004  | Mohammed VI | 29.891.708 |
| 2014  | Mohammed VI | 33.848.242 |
| 2024  | Mohammed VI | 36.828.330 |